# Ziegelhütte (Schnaittenbach)
Ziegelhütte ist ein Gemeindeteil der Stadt Schnaittenbach im Landkreis Amberg-Sulzbach in der Oberpfalz in Bayern.

## Geschichte
1808 bestand die Einöde aus dem Wohngebäude eines Ziegelbrenners, dem Brennofen und anderen Nebengebäuden der Ziegelei. Besitzer war Johann Baptist von Schmid, königlicher Hofgerichtsrat zu Amberg.
Am 1. Mai 1978 wurde die Gemeinde Kemnath am Buchberg, zu der Ziegelhütte gehörte, in die Stadt Schnaittenbach eingegliedert.